# Музей історії міста Краматорська
Музей історії міста Краматорська — історичний музей у місті Краматорську Донецької області, що розповідає про непростий історичний шлях міста-трудівника, індустріальну перлину Північного Донбасу — Краматорськ.

## Загальні дані
Музей історії міста Краматорська розташований за адресою:
вул. Академічна, буд. 60, м. Краматорськ—84313 (Донецька область, Україна).
Розклад роботи закладу:
з 9-00 до 17-00;
у суботу з 10-00 до 16-00;
вихідний день: неділя.
В залі Палеонтології, який розташовано в Дитячій Художній школі, завершена робота над макетом кістяка мамута.

## З історії
Історичний музей у Краматорську був відкритий 5 листопада 1967 року на громадських засадах.
Від 14 січня 1988 року — музейний заклад є відділом Донецького обласного краєзнавчого музею.
Вже за незалежності України від 1 лютого 1992 року Музей історії міста Краматорська є самостійною музейною установою.
З 1975 року музей очолює Волошина Наталія Євгеніївна, Заслужений працівник культури України.

## Сучасність
Починався музей з декількох сотень експонатів, а сьогодні його фонди нараховують понад 18 тисяч одиниць основного фонду. Збиральницькій роботі та поповненню фондів приділяється значна увага.
Щорічно музей відвідує близько 20 тисяч людей. Крім оглядових, в музеї проводяться навчальні та тематичні лекції-екскурсії за п'ятьма циклами.
Популярністю відвідувачів користується музейні інтерактивні, етнографічні заходи, з елементами театралізації.
З 2003 року при музеї активно діє клуб любителів народної вишивки «Чарівниця». На каналі Краматорського ефірного телебачення — СКЕТ, щоквартально наукові співробітники ведуть цикл передач рубрики «Світлиця», які присвячені українським народним святим, звичаям і обрядам.
У 2017 році оновлена експозиція залу № 2 матеріалами по українській революції 1917—1921 років.
На початку 2018 року, до Дня Соборності України був представлений унікальний, сумісний проєкт Музею історії міста Краматорської міської ради та Слов'янського краєзнавчого музею — «Рушникова доріжка. Схід — Захід разом», де представлено 37 рушників з різних куточків України.

## Експозиції
Експозиція музею розташована в 7-ми залах.
Кожний зал присвячений певним подіям. Так, в першому залі показані матеріали передісторії Краматорська, будівництва Курсько-Харьківсько-Азовської залізниці, з якою пов'язано його заснування у 1868 році та зародження промисловості.
Друга зала висвітлює події Української Народної Революції, громадянської війни та побутом краматорчан того періоду.
Експозиція третього залу присвячена складним та суперечним подіям 20 — 30-х років XX століття, НЕПу, будівництву найбільшого в Європі машинобудівному заводу НКМЗ, трагічним сторінкам того часу — розкуркулюванню, голодомору 1932 — 33 років, репресіям.
Четвертий зал — це події Другої Світової війни: окупаційний режим, підпільно- партизанський рух, визволення Краматорська, Донбасу і України від гітлерівських загарбників, героїзм та мужність краматорчан.
Відродження міста після визволення від нацистів та подальший його розвиток в 50-ті роки XX століття — тема п'ятого залу музею.
Експозиція залу № 6 «Краматорськ в сучасний період» — відображає стан економіки та соціальної сфери міста.
Сьома зала музею — присвячена нашим знаменитим землякам в галузі культури та спорту.
Гордістю музею, родзинкою залу є унікальна меморіальна експозиція пам'яті популярного актора, талановитого режисера, народного артиста України, лауреата державної премії України імені Т. Г. Шевченка — Леоніда Федоровича Бикова.
Спеціальна експозиція цього залу присвячена землякам — Героям Небесної Сотні, волонтерському руху, воїнам АТО та визволенню міста 5 липня 2014 року.
В приміщенні Дитячої художньої школи є два виставкових зали музею — етнографії та палеонтології нашого краю де представлені колекції музею
Музей історії міста Краматорська розповідає про непростий історичний розвиток цього промислового осередку Донбасу, про його трудові й культурні надбання і славних жителів:
- у першому залі музею виставлено матеріали про передісторію міста. Тут, зокрема, представлені традиційні предмети української хати, зразки унікальної колекції рушників Донецького регіону, українського одягу й кераміки;
- подальша експозиція музею присвячена будівництву перших промислових підприємств, що стали основою індустріального Краматорська. Відтворено інтер'єр помешкання робітника кінця XIX — початку XX століття з комплексом предметів тогочасного побуту;
- окрема частина музейної експозиції розкриває складні і суперечливі 1920—30-і роки — тут демонструються матеріали про краматорських непманів і підприємців, відбито пафос й ентузіазм, які панували під час будівництва гіганта вітчизняного машинобудування Новокраматорського машинобудівного заводу (НКМЗ), завдяки якому в 1932 році Краматорськ одержав статус міста й став відомим, як великий індустріальний центр Донбасу;
- велика експозиція залу «Наші знамениті земляки» присвячена відомим краматорцям. Головне місце в ній займають унікальні матеріали про популярного актора, талановитого режисера, заслуженого артиста Росії, народного артиста України, лауреата Державної премії ім. Т. Г. Шевченка Леоніда Федоровича Бикова. Подібна меморіальна експозиція створена вперше в Україні, в її основу були покладені оригінальні документи, численні фотографії, особисті речі. Особливу цінність, зокрема, являють гімнастерка, кашкет і планшет, у яких знімався актор у фільмі "В бій ідуть тільки «старики». Всі матеріали для музею були передані й довірені родиною Бикова, власне його дружиною Тамарою Костянтинівною, друзями юності й акторами. У цій же залі відомих краматорців є виставки, що висвітлюють життя і творчість інших відомих культурних діячів — заслуженого діяча мистецтв України композитора П. Д. Гайдамаки, народної артистки Російської Федерації М. Г. Булгакової, метра радянської естради Йосипа Кобзона. Окремі експозиції тут же розповідають про відомого поета-фронтовика лауреата Шевченківської премії та премії ім. М. Островського М. О. Рибалка, про наймолодшого чемпіона світу з шахів Руслана Пономарьова.